# Habitatge al carrer de l'Hospital, 9 (Horta de Sant Joan)
L'Habitatge al carrer de l'Hospital, 9 és una obra amb elements gòtics d'Horta de Sant Joan (Terra Alta) inclosa a l'Inventari del Patrimoni Arquitectònic de Catalunya.

## Descripció
Edifici de tres plantes i golfes fet amb carreus de pedra. La porta d'entrada es troba desplaçada cap a una banda i és d'arc de mig punt adovellat. Al primer pis hi ha un balcó de fusta centrat i un petit finestral allindat de pedra.
Les altres obertures són mínimes. Al pis superior s'endevinen dos grans buits rectangulars que es troben tapiats, substituïts per petites finestres on els seus marcs de fusta són utilitzats com a elements de bastiment. El ràfec és format per bigues i taulons de fusta.